# 가쓰야마정 (후쿠오카현)
가쓰야마정(犀川町)은 일본 후쿠오카현 남동부에 있던 정이다. 
2006년 3월 20일에 도요쓰정, 사이가와정과 합병해 미야코정이 되었다.

## 지리
기타큐슈시의 남쪽, 유쿠하시시의 서쪽에 접해 있다. 경제적으로는 기타큐슈시의 광역경제권인 기타큐슈 도시권 또는 유쿠하시시의 소규모 경제권에 속한다.

## 역사
- 1889년 4월 1일 - 정촌제 시행에 수반해 이사야마촌, 구보촌, 구로다촌이 성립하였다.
- 1955년 3월 1일 - 이사야마, 구보, 구로다촌이 합병, 정으로 승격해 가쓰야마정이 되었다.
- 2006년 3월 20일 - 도요쓰정, 사이가와정과 대등합병해 미야코정이 성립하였다, 가쓰야마정은 소멸하였다.

## 교통

### 도로
- 국도 201호선